# Marie Brand und das ewige Wettrennen
Marie Brand und das ewige Wettrennen ist die neunzehnte Folge der ZDF-Krimireihe Marie Brand mit Mariele Millowitsch in der Titelrolle und Hinnerk Schönemann als Kriminalhauptkommissar Jürgen Simmel. Sie wurde von der Warner Bros. International Television Production (ehem. Eyeworks) produziert und in Köln und Umgebung gedreht. Die Erstausstrahlung am 25. Januar 2017 erreichte durchschnittlich 7,57 Millionen Zuschauer was 23,1 Prozent des Marktanteils in Deutschland entsprach.

## Handlung
Kommissarin Marie Brand und ihr Kollege Jürgen Simmel werden zu einem Unfall mit Fahrerflucht gerufen. Ganz offensichtlich hatte der Fahrer des Wagens vor, die Lehrerin Lena Böhmer absichtlich zu überfahren, als diese in den frühen Morgenstunden joggte. Ein beherzter Zeitungsbote wollte die Frau beschützen und wurde dabei selbst von dem Auto erfasst und getötet. Der Unfallwagen gehört Familie Renski, die noch gar nicht bemerkt hat, dass ihr Auto gestohlen wurde. Da Justus Renski in die Schule geht, in der Lena Böhmer unterrichtet, wird er eindringlich befragt. In der Schule gilt er als sehr vorbildlich und begabt. Auch Lena Böhmer schätzt den Jungen und sie fördert ihn, wo sie nur kann. Entsprechend gibt es Beschwerden von Eltern, die der Meinung sind, dass ihre Sprösslinge benachteiligt werden und Musterschüler Justus Renski von ihr bevorzugt wird. Insbesondere Rechtsanwalt Haberland verfasst regelmäßige Beschwerdebriefe, sodass sein mäßig begabter Sohn Finn beizeiten lernt, dass es leichter ist, sich gute Noten einzuklagen, als sie sich mühsam zu verdienen. Dementsprechend ist Justus dem Mobbing seiner Mitschüler ausgesetzt, was diese soweit treiben, dass sie gefälschte Fotos von seinem Laptop aus ins Netz stellen, die ihn und seine Lehrerin kompromittieren. Für Marie Brand ist der Konflikt zwischen Finn Haberland und Justus Renski ein näheres Betrachten wert. So findet sie dabei heraus, dass Justus’ Vater von Finn Haberland vor einem Jahr angezeigt wurde, weil er im Rahmen seiner Verkäufertätigkeit angeblich handgreiflich geworden war, woraufhin ihm gekündigt wurde. Seitdem ist der Mann arbeitslos und steckt noch immer in einer mentalen Krise.
Brand und Simmel können einen Zeugen finden, der einen jungen Mann dabei beobachtete, wie er den Unfallwagen abgestellt hatte und weggegangen war. Die Personenbeschreibung ist zwar vage, aber bei einer Gegenüberstellung ist er sich sicher, dass er Finn Haberland gesehen hat. Benedikt Haberland gelingt es als gewiefter Anwalt, den Zeugen so zu verunsichern, dass er seine Aussage zurückzieht. Dennoch zieht sich die Schlinge um Finn immer fester zu. Das treibt seinen Vater so weit, dass er Oliver Renski mit einem sechsstelligen Betrag dazu bringt, die Tat auf sich zu nehmen. Trotz aller Zweifel bleibt Kommissarin Brand nichts anderes übrig, als den Mann in Untersuchungshaft zu nehmen. Er schildert die Tatumstände sehr plausibel und auch seine Motivation klingt einleuchtend, denn angeblich war er davon überzeugt, dass die Lehrerin seinen Sohn verführt hatte. Die Fotos im Internet und Justus’ Schwärmerei für Lena Böhmer waren für ihn Beweis genug.
Das Gerücht über ein Verhältnis von Justus zu Lena Böhmer beschäftigt seit dem Mordanschlag auch deren Ehemann. Als er wenige Tage nach diesem Vorfall auf dem Weg in die Stadt noch einmal zurück nach Hause fährt, trifft er dort überraschend seine Frau mit Justus allein an. Sie verabschiedet ihn gerade vor dem Haus und Alexander Böhmer deutet die Situation entsprechend seiner Phantasie und will dem Jungen eine Lektion erteilen. Er provoziert Justus, der sich daraufhin mit Böhmer schlagen will. Doch dieser weicht aus und Justus stürzt so unglücklich, dass er mit dem Hinterkopf auf einen Stein fällt und auf der Stelle tot ist. Jürgen Simmel hat die undankbare Aufgabe, Ulrike Renski vom Tod ihres Sohnes zu unterrichten. Die Frau ist schockiert, setzt sich in ihr Auto und rast davon. Brand und Simmel verfolgen sie, da sie befürchten, dass sie sich das Leben nehmen will. Aber sie fährt zur Schule, wo gerade ein Sportwettkampf stattfindet und neben Finn Haberland auch dessen Vater anwesend ist. Diesem wirft Ulrike Renski das Geld vor die Füße erklärt hysterisch: „Es war sein Sohn! 100.000 Euro – dafür sollte mein Mann ins Gefängnis. Für seinen Sohn.“
Finn Haberland leugnet zwar und auch sein Vater ist davon überzeugt, dass die Ermittler seinem Sohn nichts beweisen können, doch Marie Brand ist sich sicher, die Beweise liefern zu können, dass sein Sohn aus Angst vor schlechten Noten und dem persönlichen Scheitern beschlossen hatte, seine Lehrerin umzubringen. Finn erklärt sie: „Alles hat Konsequenzen. Für Jeden. Auch ein Rechtsanwaltssohn bildet da keine Ausnahmen.“

## Kritiken
Tilmann P. Gangloff beurteilt diese Episode bei tittelbach.tv als nur mittelmäßig und meint: „Die ZDF-Krimireihe ‚Marie Brand‘ wird immer mehr zur Simmel-Show: weil die einst als Genie eingeführte Titelheldin längst zu einer ganz normalen TV-Kommissarin geworden ist.“ „Die Geschichten [erreichen] gerade mal den Status einer ganz gewöhnlichen Krimihandlung […] [und] die Filme [nähern sich] der Beliebigkeit; wäre da nicht Hinnerk Schönemann, der der Reihe mit seinen Humoresken ein Alleinstellungsmerkmal verleiht.“